# Nyliberalism
Nyliberalism är en politisk ideologi och ekonomisk modell som utgår från den klassiska liberalismens tankar om att begränsa statens ingripande i ekonomiska och sociala livets utveckling. Nyliberalismen strävar efter skattesänkningar, avregleringar och privatiseringar.
Nyliberalismens betoning av frihet, individualism och marknadsekonomi som överlägset system för resursfördelning, står i kontrast till socialismens idéer om solidaritet med förtryckta grupper och strävan efter ett mer jämlikt och jämställt samhälle.
I vid betydelse är nyliberalism (på engelska neoliberalism) ett motstånd mot keynesianism och statliga ingripanden i ekonomin, där man i stället förespråkar lägre skatter och färre statliga regleringar. Även om det råder betydande oenighet om hur nyliberalismen definieras, så karaktäriseras den ofta av följande tre faktorer:
1. tron på tillväxt och välståndsutveckling som grund för mänsklig utveckling,
2. övertygelsen att fria marknader åstadkommer den mest effektiva fördelningen av samhällets resurser och
3. ett fokus på minimal statlig intervention i ekonomiska och sociala frågor.

Dessa idéer företräddes politiskt i USA av president Ronald Reagan och i Storbritannien av premiärminister Margaret Thatcher.
Inom politisk filosofi ges nyliberalism en ideologisk innebörd som bygger på den äldre liberalismens rättigheter: rätten till liv, frihet och egendom. Den klassiska liberalismen skiljer på stat och samhälle, där stat anses vara tvång medan samhället är en frivillig sammanslutning. Statens uppgifter ska därför vara begränsade till att omfatta polis, militär och ett domstolsväsende, för att upprätthålla individens rättigheter. Denna minimala stat kallas nattväktarstat. I Sverige används beteckningen nyliberalism även för libertarianism, vilket orsakar begreppsförvirring.
Ur nyliberalismens syn på individuella rättigheter härleder man den ekonomiska liberalismen, liksom drog- och vapenliberalism, privat egendomsrätt och ställningstaganden som fri invandring och stark yttrandefrihet. Rättigheterna motiveras utifrån olika slutsatser. Det finns också förespråkare av nyliberalism som inte utgår från rättighetsetik. De utgår då istället ifrån det mer utilitaristiska argumentet att konsekvenserna av ekonomisk och personlig frihet ger ett bra samhälle. Detta är särskilt vanligt inom det ekonomiska området.
Termen används ofta i nedsättande betydelse av politiska motståndare till vänster. Dessa kan hävda att nyliberalismen har likheter med socialdarwinismen.

## Nyliberalism som ett bredare begrepp

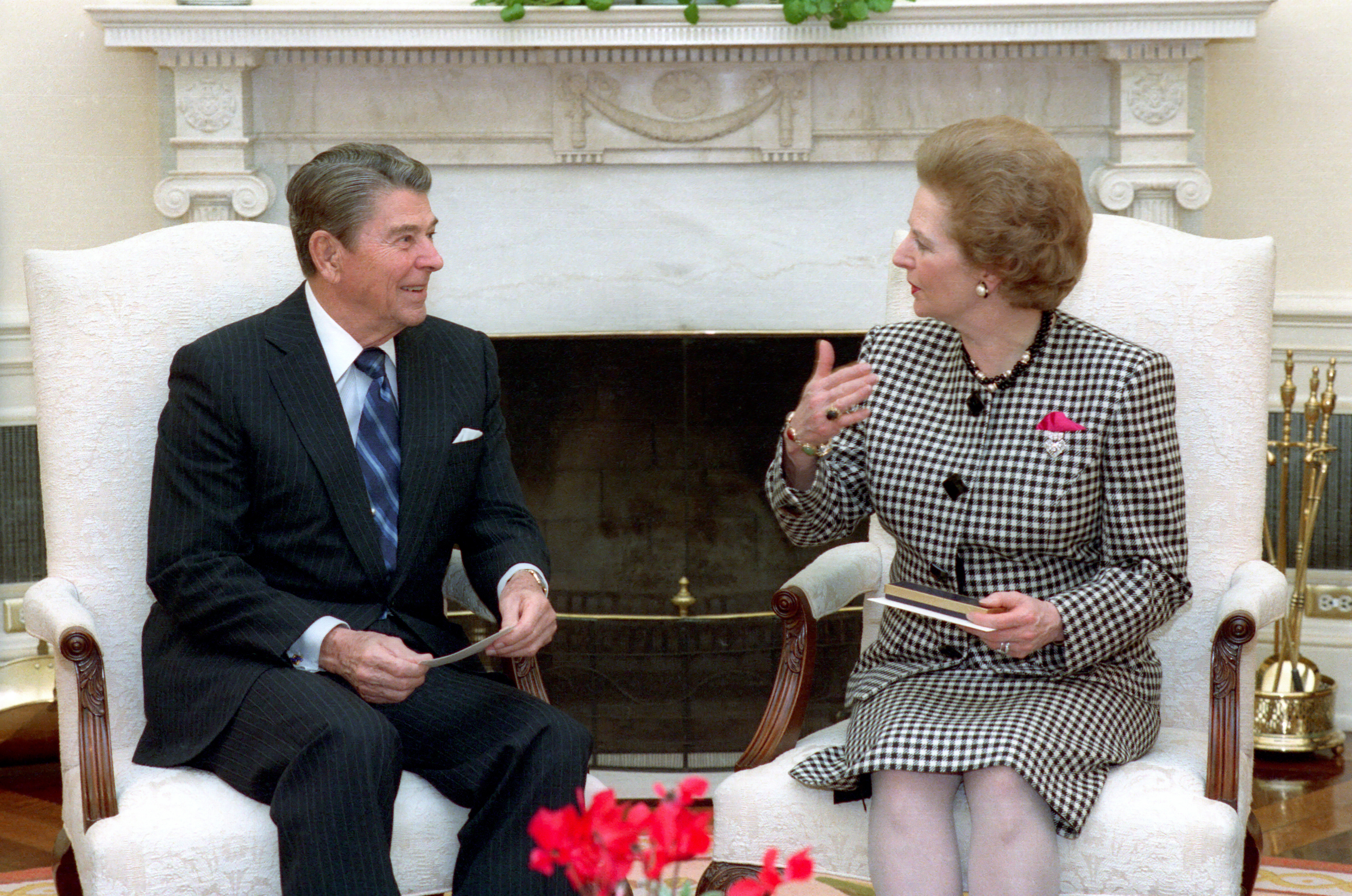
Ronald Reagan och Margaret Thatcher, november 1988.

Termen nyliberalism används även som en allmän politisk beteckning på de som eftersträvar liberaliseringar av den ekonomiska politiken och reformer såsom skattesänkningar, avregleringar och olika former av privatiseringar. 
I denna mycket vidsträckta betydelse används ordet nyliberal ofta som ett skällsord och har för många därför en negativ klang. Som typiska representanter för denna bredare nyliberalism utses ofta konservativa politiker såsom Margaret Thatcher och Ronald Reagan, som genomförde privatiseringar och avregleringar i Storbritannien och USA under 1980-talet som en del av en global högervåg.
I Sverige har nyliberalismen, om det bredare begreppet avses, ansetts haft ett visst inflytande över politiken och den offentliga förvaltningen under slutet av 1980-talet och 1990-talet, även på socialdemokratiska regeringar. Försäljningar av statliga företag, avskaffande av statliga monopol och ett ökat privat inslag på välfärdsområdet anses vara exempel på detta. Uppfattningen att det fanns för mycket politisk styrning och en för stor offentlig sektor fick ett ökat stöd i kommunerna och man började tala om valfrihet och marknadsorientering. Samtidigt är dock välfärdsstaten som institution inte ifrågasatt av något av de i riksdagen etablerade partierna. Det totala skatteuttaget är fortfarande i så kallad "världstopp" och skattesystemets progressivitet är fortfarande markant.

## Historik
Se även: Liberalismens historia

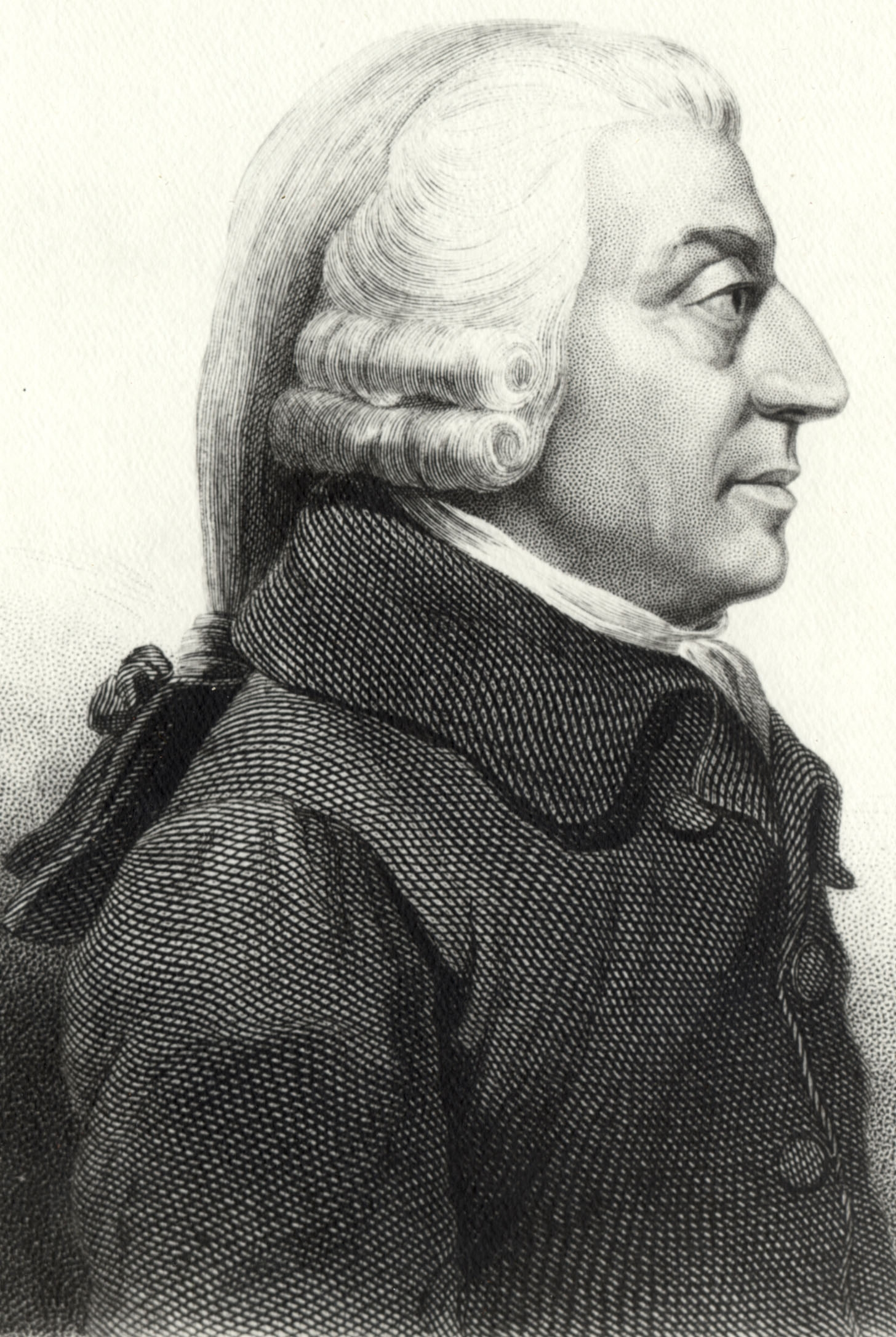
Adam Smith (1723-1790)

Nyliberalism som en historisk kraft kallas ofta klassisk liberalism. Den klassiska liberalismens grundare anses av många vara 1600-talsfilosofen John Locke. I dennes Andra avhandlingen om styrelseskicket (Second treatise of government, 1690) presenterade han en naturrättslig teori som gick ut på att varje människa har rätt till liv, frihet och egendom. För att skydda dessa rättigheter ingår individerna i samhälle ett samhällskontrakt och skapar en stat. Locke menade att individernas rättigheter skulle upprätthållas genom en maktdelning mellan parlament och regering. Charles de Montesquieu förde in en tredje instans i ekvationen när han argumenterade för att man skulle ha en författningsdomstol.
År 1776 publicerade Adam Smith sitt verk Nationernas välstånd. Där förklarade han att egenintresset är en positiv kraft i ekonomin. En "osynlig hand" ordnar så att utfallet blir det bästa för samhället i slutändan även om ingen ekonomisk aktör medvetet verkar för det.
Under 1700-talet framförde liberalerna upplysningens idéer och krävde ett slut på det traditionella privilegie- och ståndssamhället. Man ville ha ett samhälle där alla skulle behandlas lika enligt den naturliga rätten som varje individ ansågs ha. I Frankrike blir situationen explosiv och franska revolutionen utbryter 1789. Frihet, jämlikhet och broderskap är revolutionärernas mål.
I den franska revolutionen utbryter konkurrens mellan olika partier. De som företräder den mest radikala liberalismen är jakobinerna. Även om jakobinernas styre urartar i blodbad så blir jakobinismen en viktig politisk kraft, inte minst i Frankrike, under en lång tid framåt. Jakobinismen kommer att stå för en radikal och patriotisk uttolkning av revolutionens liberala arv.
Under början av 1800-talet är liberalismen något som skrämmer de etablerade makthavarna i Europa. Vid ett flertal tillfällen utbryter nya revolutionshärdar, bland annat 1830 i Frankrike. Det är den starka medelklassen som leder revolutionen och får arbetare och småfolk med sig. I England på 1820-talet så utvecklas den klassiska liberalismen av industriidkare och arbetsledare. Förutom de traditionella liberala kraven förs även krav på social rättvisa fram. Chartismen är en i England betydelsefull rörelse med vissa liberala inslag. Revolutionerna 1848 blir de mest omfattande men är även ett av de sista upproren där klassiskt liberala krav finns med som en del av revolutionärernas politiska plattform. Efter 1848 års händelser så är det en ny politisk kraft, den revolutionära socialismen, som tar över det revolutionära arvet.
Det radikala "småfolkets" liberalism är ett arv från de radikala inslagen i franska revolutionen. Den erbjuder i början på 1800-talet ett politiskt alternativ för småborgare och arbetare i Europa; liberala frihetsidéer kombineras med socialistiska rättviseidéer. Mest betydelsefull är den i England och i Frankrike. Den klassiska liberalismen utvecklas mot bland annat republikanism, den blir en del i den ideologiska grunden till den framväxande socialismen men den kan även ses utvecklas mot socialliberalism.

## Filosofi

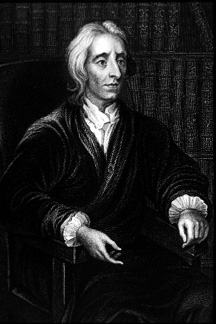
John Locke

Nyliberalismen har värderingar från den klassiska liberalismen. Den engelske 1600-talsfilosofen John Locke utgick ifrån en naturrättslig teori för att motivera frihet. Locke menade att varje individ, i egenskap av människa, av Gud givits rätten till liv, frihet och egendom. Moderna nyliberaler har ersatt Gud med naturen, det vill säga att eftersom människan av naturen styr sin kropp och har en fri vilja så har man rätt till sin kropp. Ur detta självägarskap härleder man sedan äganderätten. Värden finns bara i förhållande till förnuftiga varelser, menar man, och värden uppstår när någon skapar dem med sitt arbete, till exempel genom att odla upp ett stycke jord. Eftersom man är ägare till värdet man skapade är man också ägare av jorden. Någon sådan koppling har ju till exempel inte staten till var och ens produktion, varför inte staten, eller någon annan utomstående, kan begära något av arbetets frukter. På grund av självägandet menar man också att staten, oavsett om den styrs av en folkmajoritet eller en envåldsdiktator, inte har någon rätt att bestämma över individers liv så länge inte var och en gett sitt medgivande till det.
Gränsen för vad människor har rätt att göra går först där de inkräktar på andras rättigheter till liv, frihet och egendom. Detta innebär att stöld, mord, intrång med mera ska vara olagligt medan företeelser som droger, vapen och prostitution ska legaliseras. Nyliberalerna drar en skarp skiljelinje mellan frivilliga och ej frivilliga överenskommelser mellan människor och denna gränsdragning är utgångspunken för nyliberalismens syn på lagstiftning.
Anhängare av den rättighetsbaserade liberalismen anser att personlig frihet och en fri marknadsekonomi är moraliskt rätt eftersom individen har äganderätt över sig själv och sitt arbete. De menar att frivilliga överenskommelser mellan individer exempelvis inte legitimerar beskattning mot deras vilja, eftersom staten inte kan få fler rättigheter än vad individerna lämnar ifrån sig frivilligt. Därmed måste staten respektera individernas avtal. Rättigheterna motiveras utifrån olika synsätt. Robert Nozick och flera andra nyliberaler har aldrig argumenterat för att individens rättigheter är objektiv sanning, istället menar man att individerna ska handla som om det vore naturliga rättigheter. Det finns också förespråkare av klassisk liberalism och nyliberalism som inte utgår ifrån rättighetsetik. Dit hör Ludwig von Mises, Milton Friedman och Friedrich von Hayek. De utgår då istället ifrån det utilitaristiska argumentet att konsekvenserna av en frihetlig lagstiftning i sin tur skapar ett bättre samhälle. Detta är särskilt vanligt inom det ekonomiska området.
Det mest debatterade problemet inom nyliberalismen är det om statens legitimitet. Kan staten existera utan att kränka någons rättigheter? Anarkokapitalisternas svar på frågan är nej. Kritiker har sett frågan om nattväktarstatens existens som nyliberalismens svaga punkt och menat att Ayn Rands kraftiga statskritik inte går ihop med hennes stöd för statens existens.
Inom politisk filosofi har filosofen Robert Nozicks verk Anarki, stat och utopi från 1974 varit betydelsefullt. Nozick inleder med att alla individer har rätt till liv, frihet och egendom. Dessa rättigheter är okränkbara. För att inte statsmakten eller någon annan person ska kränka individens rättigheter har minimalstaten till uppgift att värna dessa mot våld, stöld, bedrägeri, kontraktsbrott och liknande. Nozick avvisar vad han kallar "mönstrade" fördelningsprinciper, det vill säga principer som rättfärdigar omfördelning utefter vissa ideal. Nozick var emot dessa rättviseteorier eftersom de utgår ifrån att resurser inte tillhör någon och därför kan fördelas utan vidare. Individens självägarskap och äganderätt gör att föremålens historia blir viktigt eftersom de är bundna till människor som har rätt till dem. Alla överföringar, som genomförs på frivillig basis, är enligt Nozick rättvisa och förenliga med individens frihet.
I ett centralt kapitel, "Distributiv rättvisa", lägger han fram en tredelad rättviseuppfattning gällande detta. Den innebär att en fördelning är rättvis om den uppfyller villkoren om legitimt ursprungligt förvärv ("en person har en legitim äganderätt till ett tidigare oägt föremål om hans eller hennes ägande av det inte försämrar någon annans situation") och legitima överföringar, där "en person har en legitim äganderätt till ett föremål om någon annan, som har legitim rätt till föremålet i fråga, frivilligt ger det till den personen". Om dessa inte är uppfyllda träder principen om korrigering av orättvist förvärv i kraft. Dessa tre principer – principen om legitimt ursprungligt förvärv, principen om legitima överföringar av tillgångar och principen om korrigering av orättvist förvärv – utgör Nozicks teori om samhällelig fördelning.
Innan Anarki, stat och utopi publicerades var Ayn Rand mest framträdande inom nyliberal politisk filosofi. Rand själv såg dock nyliberalismen (libertarianismen) som sin största fiende, trots att de politiska åsikterna i princip är desamma[källa behövs].

## Politiska ståndpunkter

### Statens uppgifter
Liberalismen ser individen som samhällets drivkraft och menar att med en stat följer tvång. Målet för nyliberalismen är att istället införa en minimalstat, vanligtvis benämnd nattväktarstat, vars uppgifter begränsas till polis, domstolar och försvar. Dessa institutioner bör vara kvar i statlig ägo, menar nyliberalerna (i motsats till anarkokapitalisterna) därför att dessa upprätthåller individens rättigheter till liv, frihet och egendom. Att staten själv inte kränker dessa rättigheter genom exempelvis beskattning som inte går till polisen, domstolarna eller försvaret ska garanteras genom en författning och en författningsdomstol, vari statens befogenheter klart begränsas. 
Eftersom nyliberalismens grundinställning är att uttag av skatt är en kränkning av äganderätten, således en stöld, är en ständig debattfråga bland nyliberaler hur staten ska finansieras. En del säger att inkomster från privatiseringar kan investeras, andra menar att brottslingar bör betala den kostnad de förorsakar staten genom att begå brott medan ytterligare andra menar att en skatt är oundviklig.

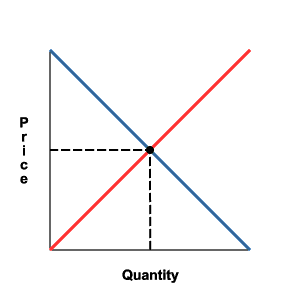
På den nyliberala fria marknaden anpassar sig pris och kvantitet efter utbud och efterfrågan.

### Ekonomi
Marknadsliberalismens grundprincip brukar beskrivas med "Den osynliga handen". Begreppet är en metafor och myntades av ekonomen Adam Smith i boken Nationernas välstånd. Smith ställde där upp en princip att en individ som handlar efter sina egna intressen också indirekt handlar till nytta för samhället eller kollektivet. Milton Friedman ansåg att egenintresset var den starkaste drivkraften för människors handlande, men att det inte skulle tolkas som en "kortsiktig själviskhet", eftersom egenintresset enligt Friedman uttrycker alla intressen och värderingar som människor vill gynna.
Den ekonomiska politiken bygger på icke-inblandning från statens sida. Nyliberalismen är generellt emot alla former av statliga hinder för rörelse av varor, människor eller annat över gränserna; man vill alltså avskaffa alla offentligt institutionaliserade handelshinder såsom tullar och kvoter.
Arbetslösheten anser man delvis beror på att staten reglerar lönerna och på så sätt gör arbetsmarknaden förhindrad att nå en balans mellan utbud och efterfrågan. Samma politik gäller bostadsmarknaden och alla andra marknader. Nyliberalerna menar att skatteuttaget ska avskaffas helt eller endast tillåtas utgöra ett minimum med syftet att finansiera nattväktarstaten.
Inom nyliberalismen finns oenighet om det är rätt att ha immaterialrätt, det vill säga upphovsrätt (copyright), patent och varumärken. Förespråkarna menar att immaterialrätten är en följd av rätten till produkten av sitt arbete och påpekar även att till exempel läkemedelsforskningen inte skulle fungera utan patent. Immaterialrättsmotståndarna anför att man bara kan äga materiella ting eftersom en persons användning av en immateriell ägodel inte inskränker någon annans nyttjanderätt, och att exempelvis upphovsrätt är ett monopol som staten infört. En annan nyliberal invändning mot immaterialrätter levereras av ekonomen Murray N. Rothbard, en av företrädarna för den österrikiska ekonomiska skolan, vilken menar att patent ej är önskvärda då de är monopolrätter utfärdade av staten och därigenom ej önskvärda inskränkningar i marknadsprocessen. Rothbard anser sig dock kunna ställa sig bakom upphovsrätten, detta då upphovsrättslagar lägger bevisbördan för att en kränkning faktiskt skett på den som är innehavare av den immateriella äganderätten.
De flesta nyliberaler anser att centralbankerna bör privatiseras och privatbanker ge ut sedlar och mynt som vid anmodan kan inlösas mot guld. Detta system liknar det bankväsende som existerade i USA och Västeuropa under 1800-talet. Olika åsikter finns om hur hög täckningsgrad de sedelutgivande bankerna bör ha för sin sedelutgivning. Anhängare av den österrikiska skolan menar att bankerna måste ha lika mycket guld i lager som värdet av de utställda sedlarna. Anhängare av fractional-reserve banking, även kallat free-banking, anser att ett hundraprocentigt täckningskrav inte är nödvändigt. Ekonomen Milton Friedmans teori monetarismen menar att det är statens uppgift att driva en centralbank och se till att penningmängden i ett land växer i takt med ekonomin.
Om ett problem anses förekomma i ekonomin är en tänkbar nyliberal invändning att först fråga om det verkligen är ett problem? Vad som är ett problem sammanfaller ofta med en viss grupps intressen och värderingar. Nyliberalismens uppfattning är att staten skall förhålla sig neutral och inte vara ägnad att vara ett medel för en viss grupps strävan.
Vad avser fördelningen av resurser i samhället är det nyliberalismens uppfattning att alla fördelningsmönster som uppstått i enlighet med en respekt för rättigheter är legitima. En transaktion av förmögenhetsobjekt är fullt legitim enligt nyliberalismen om alla inblandade parter har gett sitt medgivande till transaktionen och om de ursprungliga innehaven är legitima. 
I en fri ekonomi uppstår inte ett fördelningsmönster genom en enda överlagd fördelningsprocess, utan genom en komplicerad process som resulterar i ett spontat mönster. Denna process utgörs av ett flertal människors enskilda agerande, såsom produktion och byteshandel och i denna process bör staten, enligt nyliberalerna, inte intervenera. Människorna bör, liksom de bör fritt tillåtas producera vad de önskar och i vilken utsträckning de önskar göra det, i byteshandeln fritt få avgöra vad de anser vara värdet på olika varor och tjänster.

### Välfärdstjänster
Nyliberaler vill att välfärdsstaten ska privatiseras och att verksamheter som skolor, forskning, sjukvård, äldreomsorg och socialtjänst ska bedrivas av privata företag eller organisationer. Finansieringen menar man ska ske genom att brukarna själva betalar för de tjänster de nyttjar. För tjänster som sjukvård, sjukpenning och a-kassa menar man att lösningen kan vara att varje person får lösa en försäkring som täcker eventuella utgifter. 
När det gäller de personer som inte har någon försäkring eller inte har råd att köpa någon betonar man det civila samhällets förmåga. Donationerna till privata välgörenhetsorganisationer skulle öka om skatterna reducerades eller avskaffades, menar man. Nyliberalerna lyfter också fram det sociala skyddsnätet i form av familj, släkt och vänner.
Nyliberalerna menar att offentliga verksamheter i dag är ineffektiva och kostsamma, och att en privatisering skulle innebära högre kvalitet och bättre resursanvändning tack vare ökad konkurrens och större konsumentmakt. Man pekar också på att ett avskaffande av välfärdsstaten skulle innebära utökad valfrihet för hushållen vad man vill lägga pengar på. Slutligen skulle också konkurrensen inom välfärden bidra till lägre direkta priser på marknaden i jämförelse med de indirekta kostnaderna i form av skatt.

### Sociala frågor
Nyliberalismen har en syn på människan som rationell individ. Olikheter ser man som positivt eftersom individer har olika intressen och värderingar.
Nyliberalismen vill tillåta försäljning, bruk och tillverkning av alla typer av narkotika. Det grundläggande argumentet för hållningen är individens frihet att själv välja hur denne önskar söka tillfredsställelse. Man menar dock även att en liberalisering skulle göra svarta verksamheter vita och därmed minska brottsligheten och man pekar gärna på hur förbudet skapar en destruktiv situation för brukaren genom höga priser, osäkra preparat och ett socialt utanförskap som slår mycket hårt mot främst missbrukaren och orsakar utslagning. En liberalisering menar man skulle leda till högre kvalitet på preparat och ett större flöde av information och därmed ett säkrare bruk. Dessutom menar man att lägre priser på narkotika skulle medföra att ett narkotikamissbruk inte i samma utsträckning som idag skulle tvinga fram stölder för att finansiera tillgången. 
Liksom vad avser narkotika anser nyliberalismen att alla skatter, monopol och regleringar gällande alkohol- och tobaksbruk ska avskaffas.[källa behövs]
Man vill tillåta prostitution eftersom man säger att det är en frivillig överenskommelse mellan två fria individer. De flesta nyliberaler har också en liberal inställning till rätten att bära skjutvapen och menar att en individ rätt att försvara sig själv och att man därmed har rätt att bära vapen. Man menar också att en vit vapenmarknad skulle innebära lägre brottslighet och större säkerhet.[källa behövs]

### Utrikespolitik
Det finns olika åsikter inom nyliberalismen om det ska finnas nationalstater eller inte. En del nyliberaler förespråkar internationellt samarbete eller till och med en världsstat, andra inte. De som har den senare åsikten pratar ofta om så kallad institutionell konkurrens, det vill säga att olika stater kan föra olika politik och sedan ser man vad som fungerar bäst. Man förespråkar alltså diversifiering även inom staters politik. Denna debatt hänger samman med frågan om EU. I Sverige finns det nyliberaler som är både för och emot EU och euron. De som är emot EU anför argument om institutionell konkurrens. De som är för ser EU som ett projekt för fria marknader och fri rörlighet.
I hur stor mån en stat bör blanda sig i andra staters politik är också en fråga som debatteras. I USA används begreppet nonintervention eller non-interventionism för att beteckna den utrikespolitik libertarianer ofta står för, och som bygger på att politiska ledare ska undvika allianser med andra nationer samt undvika alla krig som inte är direkt relaterat till försvaret av det egna landet. De anser då att varje stats militära försvar bara har i legitim uppgift att försvara det egna landet. De förespråkar ofta en kraftig nedskärning av militärbudgeten. Eftersom libertarianerna förespråkar frihandel och att individer ska få resa fritt till alla länder brukar man inte tala om isolationism eftersom de avvisar protektionism.
Det finns dock andra som menar att eftersom försvarsmakten är en legitim uppgift för en stat så kan även ett anfallskrig mot till exempel en diktatur vara berättigat, frågan kvarstår dock om det är en legitim uppgift för staten att bruka medborgarnas finansiella medel i ett sådant syfte om den egna landets säkerhet inte påverkas.

### Placering på höger- och vänsterskalan
Nyliberalismen betraktas som en högerideologi. På flera punkter befinner sig dock nyliberalismens positioner i uppenbar strid med de som traditionellt och fortfarande betraktats som höger eller extremhöger. Fri invandring, avståndstagande från privilegiesystem, bekämpande av nationalism och imperialism, nej till arv av politisk makt, avskaffande av moraliserande lagstiftning, konsekvent respekt för olikheter, motstånd mot värnpliktssystemet och alla människors lika rätt till frihet är exempel på sådana positioner som utgör centrala delar av nyliberalismen.

## Den nyliberala rörelsen

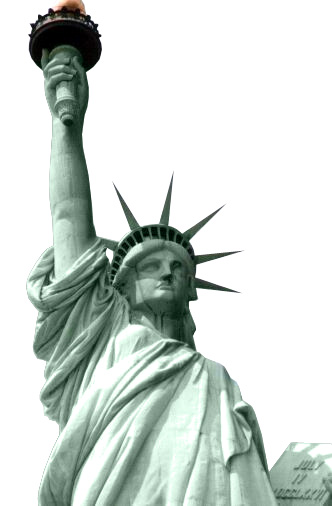
Frihetsgudinnan ses av många som en symbol för frihet och används av flera nyliberala organisationer i USA.

Den klassiska liberalismen återtog sin plats i den ekonomiska politiken under 1970- och 1980-talet när nationalekonomer, inspirerade av bland andra Ludwig von Mises och Friedrich von Hayek, ställde betydelsen av äganderätt och frihet i ekonomin mot dåtidens statsingrepp i marknaden. De eftersträvade ekonomiska liberaliseringar för att bryta inflation, hög arbetslöshet och konjunktursvängningar som de menade att Keynes teorier inte kunnat lösa. Deras idéer uppmärksammades bland annat av att Hayek tilldelades Sveriges Riksbanks pris i ekonomisk vetenskap till Alfred Nobels minne 1974, och Milton Friedman 1976.

### Chile
Efter statskuppen i Chile 1973 och militärens övertagande av regeringsmakten genomfördes en rad nyliberala ekonomiska reformer i landet. Militärjuntan tillsatte en grupp ekonomer som utbildats i USA vid University of Chicago, som kom att kallas Chicago Boys, att sköta den chilenska ekonomin, med stöd från USA. Med stöd av Chicago Boys genomförde diktatorn Augusto Pinochet en ekonomisk politik baserad på laissez-faire och nyliberala marknadsprinciper samt en i övrigt konservativ finanspolitik. Chicagopojkarnas politiska ekonomi stod i stark kontrast till Allendes, som bland annat baserats på cybernetik.[källa behövs] Allende genomförde en serie av mycket radikala reformer som var marxistiskt inspirerade. Reformerna syftade till att socialisera näringslivet. Allendes socialistiska politik mynnade ut i kaos 1972-73 med varubrist, köer och svarta marknader.
Chiles ekonomi förändrades drastisk av de nyliberala reformer som genomfördes under Pinochet. Från att ha varit en isolerad ekonomi med mycket stor statlig inblandning förändrades Chiles ekonomi till en avreglerad, öppen ekonomi, där marknadskrafterna fick fritt spelrum och styrde de flesta ekonomiska besluten. Inledningsvis ledde det till en ekonomisk depression med arbetslöshet på 20 procent och halverade reallöner[källa behövs], men den chilenska ekonomin blev sedan tämligen framgångsrik på 1970-talet efter kuppen. Åtskilliga har talat om dessa år som präglade av ett ”ekonomiskt mirakel”.
Chiles ekonomi genomgick både perioder av hög tillväxt (1977-81 och 1984-90) och av akut depression (1982-83). I slutet av 1980 beräknades dock 45% procent av Chiles befolkning leva under fattigdomsgränsen, medan de rikaste 10% hade sett sina inkomster stiga med 83%. Sammantaget växte Chiles ekonomi snabbare än övriga länder i Sydamerika under de 30 år som följde på kuppen.
Milton Friedman har beskrivit Augusto Pinochets stöd för marknadsliberalismen och viljan att sjösätta de reformer som förordats av Chicago boys för Miracle of Chile (sv. det chilenska undret). Vid tiden menade Friedman att det chilenska experimentet var jämförbart med det ekonomiska undret i efterkrigstidens Tyskland.

#### Sociala konsekvenser
Den ekonomiska politiken som företräddes av Chicago Boys och som implementerades av militärjuntan innebar att flera ekonomiska indikatorer för Chiles arbetarklass försämrades. Mellan 1970 och 1989 genomfördes flera stora nedskärningar i den offentliga välfärden och sänkningar av löner. Lönerna sjönk med 8 procent. Stöd till familjer i form av barnbidrag var 1989 endast 28 procent av vad de varit 1970, och budgetanslagen till utbildning, hälsovård och bostäder hade minskat i snitt med över 20 procent. Den massiva ökningen av militära utgifter (+120 procent) och nedskärningarna i de offentliga välfärdstjänsterna sammanföll med lönesänkningar och en stadigt ökande arbetslöshet, som låg på i genomsnitt 26 procent under den världsomspännande ekonomiska nedgången 1982-1985, och nådde så småningom 30 procent. Förändringarna i utbildningsväsendet med nedskärningar och privatiseringar har påverkat Chile negativt. Enligt ekonomen Manuel Riesco har den nyliberala politiken sammantaget inneburit att andelen elever och studenter, i både offentliga och privata institutioner, i relation till hela befolkningen minskat från 30 procent 1974 till 25 procent 1990. 10 mars 1990, den sista dagen för militärdiktaturen, genomfördes en utbildningspolitisk reform, Organic Constitutional Law on Teaching (LOCE), som föreskrev en avveckling av den offentliga skolan i Chile.

### Europa
Inom det tyska fridemokratiska partiet, FDP, finns en nyliberal fraktion.
I Ryssland finns ingen uttalad nyliberal eller libertariansk rörelse – det liberala oppositionspartiet Union of Right Forces (SPS) beskriver sig dock i principprogrammet som ett parti som konsekvent står för liberala principer i ekonomi och politik med målet att stärka det civila samhället och stödja en demokratisk rättsstat i Ryssland. Partiet förespråkar en långtgående marknadsliberalism och betecknas internationellt därför ofta med begreppet neoliberal. Partiet är berömt för de så kallade young reformers som reformerade den postsovjetiska ekonomin och lade grunden till en rysk marknadsekonomi. Bland dess mest berömda företrädare finns Jegor Gajdar och Anatolij Tjubajs.
Det estniska reformpartiet, Reformeirakond, driver en principfast marknadsliberal linje och representerar många av de ekonomiska idéer som härstammar från Milton Friedman och Ludwig von Mises. Partiet befinner sig i den nuvarande regeringskoalitionen, men har ända sedan sin tillkomst haft stort inflytande på den förda politiken, detta visar sig framför allt i skattepolitiken som kännetecknas av platt skatt och mycket låga nivåer.
I Frankrike bildades partiet Alternative Libérale 2006 och ställde upp i valet samma år. Tankesmedjan Liberté chérie, som grundades år 2001, betecknar sig officiellt som "libérale militante" och har medlemmar som är nära associerade med Alternative libérale. Tankesmedjan uppmärksammades avsevärt då den 15 juni 2003 samlade 80 000 personer i en demonstration i Paris till stöd för reformer och mot blockader.
I Norge grundades Det liberale folkepartiet 1972 men anammade den nyliberala ideologin först under 1990-talet. Libertas är en annan organisation med nyliberalismen som grund. Det finns även en tankesmedja, Civita, som vill föra fram idéer om fria marknader och individens frihet.
Även i Danmark finns sedan 1986 en nyliberal grupp med namnet Libertas, och de arbetar bland annat med debatter, tidskrifter och nyhetsbrev. Tankesmedjan Copenhagen Institute är också influerad av nyliberala ställningstaganden.

#### Sverige
Nyliberalismen hade sin storhetstid i Sverige under slutet av 1980-talet och i början av 1990-talet. Sverige hade vid den tidpunkten en expanderande offentlig sektor, skatteuttaget var under slutet av 1980-talet rekordhögt och många såg löntagarfonderna som ett hot. Nyliberalismen växte fram som en politisk motrörelse och flera talade om liberala idéers renässans i svensk politik. Den franske ekonomen Henri Lepages Imorgon kapitalism kom ut på svenska 1980 och i denna introducerade Lepage den framväxande liberalismen som översattes till nyliberalism.
Timbro är en tankesmedja och ett bokförlag som finansieras av Svenskt Näringsliv genom Stiftelsen Fritt Näringsliv. Timbro bekänner sig inte till någon ideologi men i många skrifter och böcker från Timbro argumenteras för reformer som går i nyliberal riktning även om man inte säger att staten ska begränsas till nattväktarstaten. Böcker av Ayn Rand och Robert Nozick, som båda förespråkade en nattväktarstat, har publicerats på svenska av Timbro.
1990 grundades Frihetsfronten som praktiserade civil olydnad i form av bland annat svartkrogar. Numera anordnar de talarkvällar, seminarier, demonstrationer, debatter med mera. Frihetsfronten ger även ut tidskriften Nyliberalen och tar fram rapporter.
Partipolitiskt har nyliberaler framför allt valt att bli medlemmar i Moderaterna – exempelvis Mattias Svensson och Henrik Alexandersson. Dess ungdomsförbund har legat närmare nyliberalismen än moderpartiet. Inom Centerpartiet, och då särskilt inom dess ungdomsförbund CUF, har det funnits nyliberala strömningar. Två centerpartister som ofta betecknats som nyliberala är Fredrick Federley och Annie Lööf. Dessa tog dock avstånd från etiketten. Centerpartiets partiledare Muharrem Demirok har uttryckt att han vill göra upp med partiets nyliberala historia och överge nyliberalismen.

### Indien
The Centre for Civil Society vill lyfta fram det indiska civilsamhällets roll, i motsats till den offentliga sektorn. I Indien finns också Liberty Institute.

### USA
Nyliberalismens starkaste fäste är förmodligen USA, där det finns en mängd organisationer som har en nyliberal värdegrund. Det nyliberala Libertarian Party bildades 1971 och har sedan dess ställt upp i alla val till kongressen och presidentposten. Partiet är bland de större av de så kallade tredjepartierna i USA. Libertarian Party förespråkar starka civila friheter med principen att alla individer har rätt att välja hur de vill leva, så länge de inte med tvång inskränker på andras rätt att leva som de vill. Partiet är emot statliga ingrepp i den privata egendomen och stödjer förbud mot bedrägeri, intrång och rån. De är för ett nationellt försvar med frivillig militärtjänst, och vill att USA ska föra en icke-interventionistisk utrikespolitik, med ett upphörande av militärt och ekonomiskt bistånd till andra länder.
Den republikanska kongressledamoten Ron Paul från Texas var presidentkandidat för Libertarian Party i presidentvalet 1988. Paul fick då 431 750 röster (0,47%). I valet till Representanthuset år 2000 fick Libertarian Party 1,6 miljoner röster vilket motsvarade 1,6 procent.
Inom både det Republikanska partiet och det Demokratiska partiet finns det en libertariansk falang.
I Washington finns tankesmedjan Cato Institute som grundades 1977 och finansieras med bidrag från företag och privatpersoner.

## Kritik
Ett ekonomiskt argument mot nyliberalismen är att staten måste ta ut skatt för att tillhandahålla kollektiva varor. Man hävdar att marknaden inte kan producera dessa varor och tjänster på ett effektivt sätt eftersom det inte går att ta betalt för dem. Exempel är brandförsvar, luft, och isbrytning.
Socialliberaler och socialister anför ofta att människor har rätt till en dräglig inkomst, utbildning, sjukvård och så vidare som man behöver en välfärdsstat för att tillhandahålla. Man säger att ett nyliberalt samhällssystem innebär ett samhälle med stora klyftor och människor som inte klarar sig därför att det då inte finns några medel för att skapa jämlikhet. Som svar på kritiken att vissa människor kanske inte kommer ha råd med sjukvård säger Robert Nozick att rättigheterna som inte får kränkas i minimalstaten bara utesluter att det är staten som ska gripa in. Man kan fortfarande som individ känna en moralisk skyldighet att visa medkänsla och idka välgörenhet. Staten ska inte kunna tvinga någon till att visa medkänsla.
Socialister hävdar också att nyliberalismen är ett sätt att överföra makt från folket i form av regering och folkvald till de stora företagen. Kritik riktas också mot åsikten att narkotika bör legaliseras och alkoholskatter och -monopol avskaffas. En del menar att detta skulle leda till stora sociala problem och ökad brottslighet.
Från konservativa kritiseras nyliberalismen ofta för att den inte erbjuder samhället stabilitet och gemenskap. Nyliberalismen erbjuder inte offentligt finansierad utbildning, offentligt socialt stöd till utsatta grupper eller omfattande lagstiftning som manifesterar traditionella värden. Detta utgör den konservativa kritikens grund. Nyliberalismen bemöter denna kritik genom att betona friheten för människorna att inom ramen det civila samhället själva utveckla olika gemenskaper som kan fylla dessa roller. Den omständigheten att statsmakten inte utgör en central faktor i samhällslivet kan även i sig bidra till stabilitet då det innebär att en vanlig grund för konflikter omintetgörs. 
Kommunitarister (ej att förväxla med kommunister) anser att det är viktigt att ett folk får en möjlighet att med hjälp av stat och politiker uttrycka gemensamma värden i ett samhälle, och förkastar därför den nyliberala synen på staten som neutral upprätthållare av rättigheter.
Objektivister å sin sida menar att nyliberalerna glömmer bort att påpeka att även om friheten är absolut för alla så betyder det inte att det inte finns dygder och moral. Även om man får göra allt så betyder det inte att man bör göra det. Det finns objektiva värden och dygder som människorna bör leva efter, enligt objektivismen som gör anspråk på att vara ett komplett filosofiskt system och inte endast en politisk ideologi.

## Andra begrepp
Nyliberalism såsom begreppet används i Sverige ges en vid innebörd och omfattar ett flertal närliggande politiska begrepp som skiljer sig åt och utomlands därför ofta figurerar under egna beteckningar. 
- Klassisk liberalism åsyftar den äldre liberalismen och står i kontrast till socialliberalism. Upplysningsfilosofen John Lockes syn på individens rättigheter har varit betydelsefulla. Har en mindre negativ klang än nyliberalism, och används som politisk beteckning av dess förespråkare, till skillnad från begreppet nyliberalism som mest används av politiska motståndare till liberala idéer.

- Marknadsliberalism är den klassiska ekonomiska liberalismen och arvet efter Adam Smith. Betecknar fria marknader och en minimalt reglerad laissez faire-kapitalism.

- Libertarianism är inom politisk filosofi en benämning på idéer som prioriterar individuell frihet från tvång oberoende av om tvånget utövas av andra individer eller staten.[58] Begreppet används främst i en amerikansk kontext.

Marknadsliberalism kan också sägas vara ett bredare begrepp för frimarknadsvänliga grupperingar, som inte nödvändigtvis utgår ifrån nyliberalism som politisk ideologi. Termen används exempelvis av tankesmedjan Timbro för att beskriva de egna idéerna."Extrem liberalism" eller "extremliberalism" ses ofta som en nedsättande beteckning. Från engelskan kommer ordet "neoliberalism". "Manchesterliberalism" är ett historiskt begrepp som ligger nära nyliberalismen. Synonymen minarkism betonar att staten ska vara liten. Slutligen finns även begrepp som "radikal liberalism" och "högerliberalism", det sist nämnda syftar dock ofta på konservativ liberalism.

### Närliggande ideologier
- Anarkokapitalister har idéer som liknar nyliberalernas, men de vill avskaffa staten helt. I stället förespråkar man privata skyddsorganisationer som man frivilligt kan ansluta sig till.
- Objektivister förespråkar, likt nyliberaler, en nattväktarstat. Den största skillnaden mellan objektivism och nyliberalism är att det tidigare är ett filosofiskt system, det senare en politisk ideologi.
- Liberalkonservatismen kan i viss mån sägas vara präglad av nyliberalism, särskilt vad gäller ekonomisk politik och förhållandet mellan stat och individ.
- Konservativ liberalism är på sätt och vis en mindre radikal form av nyliberalism.